# واختانگ هاروتیونیان
واختانگ لیودویگی هاروتیونیان (ارمنی: Վախթանգ Լյուդվիգի Հարությունյան; زاده ۲۹ فوریه ۱۹۷۲ در کاجاران) یک ترانه‌سرا، فیلم‌نامه‌نویس، کارگردان و نقاش اهل ارمنستان است.

## زندگی‌نامه
در ۲۹ فوریه ۱۹۷۲ در کاجاران به دنیا آمد.

## نگارخانه

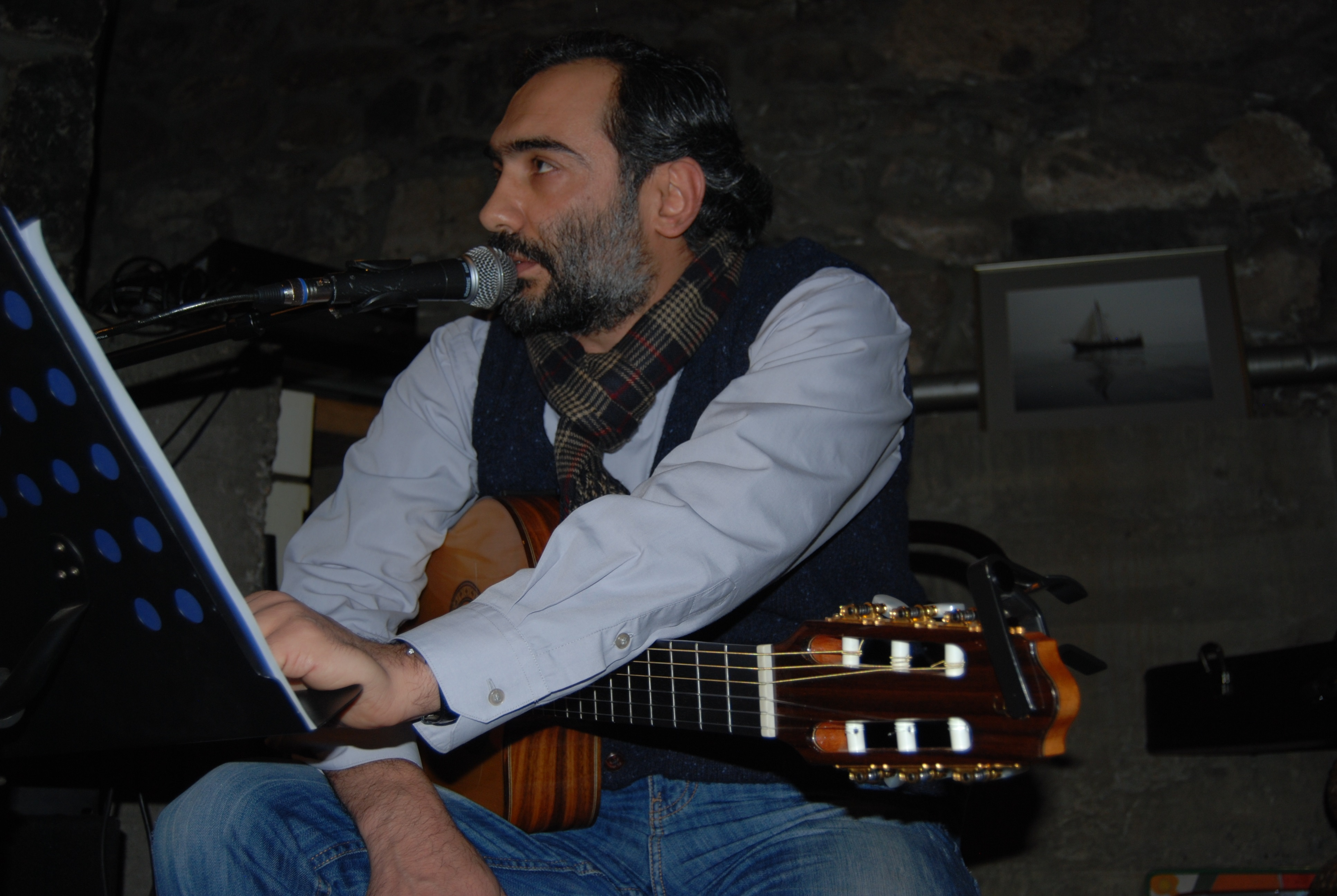

## جستارهای ویژه
- فهرست خوانندگان ارمنی
- فهرست نقاشان ارمنی